# Češki lev
Češki lev (češko Český lev) je v osnovi heraldični lev, ki se je pojavljal prvotno na grbih čeških vladarjev posledično pa tudi na grbu čeških držav. Danes je uradno definiran kot srebrni dvorepi lev v skoku z zlato krono in zlato opremo, ki se je kot simbol Kraljevine Češke (včasih tudi kot simbol celotnega ozemlja Češke krone) pojavil v 13. stoletju med vladavino Otokarja I. Njegov predhodnik je bil enorepi lev, ki je nadomestil črnega plamenega orla na srebrnem polju. 
Dvorepi lev je danes prisoten na malem in velikem grbu Češke Republike; mali grb predstavlja češki lev na rdečem polju.

## Legenda
O nastanku dvorepega leva govori legenda o Bruncvíku, ki sledi legendi o Štilfrídu (povezani z nastankom plamenega orla). Legenda naj bi temeljila na nemških pripovedkah. Tako tudi Bruncvíkovo ime temelji na Braunschweigu, rojstnem kraju Henrika Leva. Prvotno prepričanje je bilo, da Bruncvík predstavlja češkega vojvodo Vladislava II., vendar naj bi po listinah slednjega lik bolj pristajal njegovemu sinu Otokarju I. To se skalda tudi z dejstvom, da je Otokar leva najvrjetneje zares dobil od Henrikovega sina Otona IV.

## Izvor
Po Dalimilovi kroniki je leta 1158 cesar Friderik Barbarossa češkega vojvodo Vladislava II. povzdignil v kralja in dodelil grb s srebrnim enorepim levom na rdečem polju. Za enorepega leva je v kroniki uporabljen izraz levinja kar ni pravilno, saj v heraldiki levinja ne obstaja.
Zapis je najvrjetneje plod avtorjeve domišljije saj selev in orel pojavljata na přemyslovskih kovancih v zadnji tretjini 12. stoletja le kot splošna zsimrola bez povezave s heraldiko. Grb z levom so Przemyslidi prvič uporabili leta 1213 na pečatu moravskega mejnega grofa Vladislava Henrika. Ker je pečat brezbarven, ni mogoče dokazati, da je šlo za istega leva, ki je kasneje postal simbol češkega kralja in Češke. Kronist Dalimil piše, da je rimski kralj Oton IV. brez spremembe barv levu Otokarja I. dodal drugi rep v zameno za pomoč pri zatiranju saškega upora, vendar je to ahistorično, saj Otokar I. nikoli ni uporabil leva kot heraldičnega simbola. 
Prvi nedvomen dokaz o obstoju srebrnega dvorepega leva na rdečem polju sega v leto 1247, ko ga je za svoj grb prevzel Otokar II. kot mejni grof Moravske. Številni zgodovinarji menijo, da je leva uporabljal kot sovladar svojega očeta, kralja Venčeslava I. ter da naj bi drugi rep simboliziral Otokarjevo sovladarstvo. Ko se je slednji leta 1253 po smrti svojega očeta povzpel na češki prestol, je grb obdržal in ga začel uporabljati kot grb češkega kralja, za moravskega mejnega grofa pa je ustvaril grb s šahiranim orlom.
Grb z levom je z manjšimi spremembami v okrasju ostal grb Kraljevine Češke do leta 1918 in je še danes v veljavi kot mali grb Češke.

## Uporaba

### Državni grbi
- Grb Češke
- Grb Češkoslovaške
- Grb dežel Češke krone
- Grb Kraljevine Češke
- Kralj Venčeslav II.
(Codex Manesse)
- Grb Kraljevine Češke (Livro do Armeiro-Mor, 1509)
- Mali grb Češkoslovaške

### Mestni grbi
- Beroun
- Češke Budejovice
- Český Brod
- Děčín
- Görlitz
- Jihlava
- Kraljevi Gradec
- Karlovi Vari
- Kladsko
- Kolín
- La Roche-en-Ardenne
- Lipník nad Bečvou
- Kutna Gora
- Litoměřice
- Mělník
- Nymburk
- Plzen
- Prachatice
- Slaný
- Spremberg
- Turnov
- Ústí nad Labem
- Vroclav
- Žitava